# Augustus Matthiessen
Augustus Matthiessen, FRS (Londen, 2 januari 1831 – aldaar, 6 oktober 1870), was een Brits schei- en natuurkundige. 

## Biografie
Matthiessen, zoon van een koopman, studeerde in 1852 af bij Johann Heinrich Buff aan de Universiteit van Giessen in Duitsland. Daarna werkte hij van 1853 tot 1856 bij Robert Bunsen aan de Ruprecht-Karls-universiteit in Heidelberg. In die periode hield hij zich bezig met onderzoek aan zuiveren van calcium en strontium. Vervolgens keerde hij terug naar Londen en studeerde daar vanaf 1857 bij August Wilhelm von Hofmann aan het Royal College of Chemistry. Hij zette daar zijn eigen onderzoekslaboratorium op. In 1861 werd hij benoemd tot Fellow of the Royal Society. 
Van 1862 tot 1868 was hij werkzaam als lector in de scheikunde aan het St Mary's Hospital in Londen, en daarna aan St Bartholomew's Hospital, eveneens in Londen. Hij werkte voornamelijk aan het samenstellen van legeringen en aan opiumalkaloïden. Hij leverde bijdragen aan zowel de natuurkunde als de scheikunde (zie onderstaande referenties). Voor zijn werk aan metalen en legeringen ontving hij in 1869 de Royal Medal van de Royal Society.

## Nalatenschap
De Regel van Matthiessen resulteerde vermoedelijk uit zijn onderzoek aan het elektrische geleidingsvermogen van metalen en legeringen (zie onderstaande referenties). Hierbij dient opgemerkt te worden dat het begrip „beweeglijkheid van ladingsdragers” – zoals thans in de halfgeleiderfysica gebruikt – in Matthiessens tijd nog niet bekend was. De hedendaagse vorm van de regel van Matthiessen voor elektronen- en gatengeleiding is in feite een uitbreiding van Matthiessens werk door latere onderzoekers in de 19e eeuw. In 1997 refereerde Rudolf de Bruyn Ouboter in zijn artikel over de ontdekking van de supergeleiding door Heike Kamerlingh Onnes kort aan de publicatie van Matthiessen uit 1864.